# Oberharz am Brocken
Oberharz am Brocken är en stad i Landkreis Harz i det tyska förbundslandet Sachsen-Anhalt.

## Administrativ indelning
Kommunen bildades den 1 januari 2010 genom en sammanslagning av de tidigare städerna Benneckenstein (Harz) och Elbingerode (Harz) samt kommunerna Elend, Hasselfelde, Sorge, Stiege och Tanne.
Oberharz am Brocken består av tio Ortsteile.
| - Benneckenstein - Elbingerode med Eggeröder Brunnen och Büchenberg - Elend - Hasselfelde | - Königshütte - Höhlenort Rübeland med Susenburg, Kaltes Tal, Kreuztal och Neuwerk - Sorge | - Stiege - Tanne - Trautenstein |